# Lomersheim

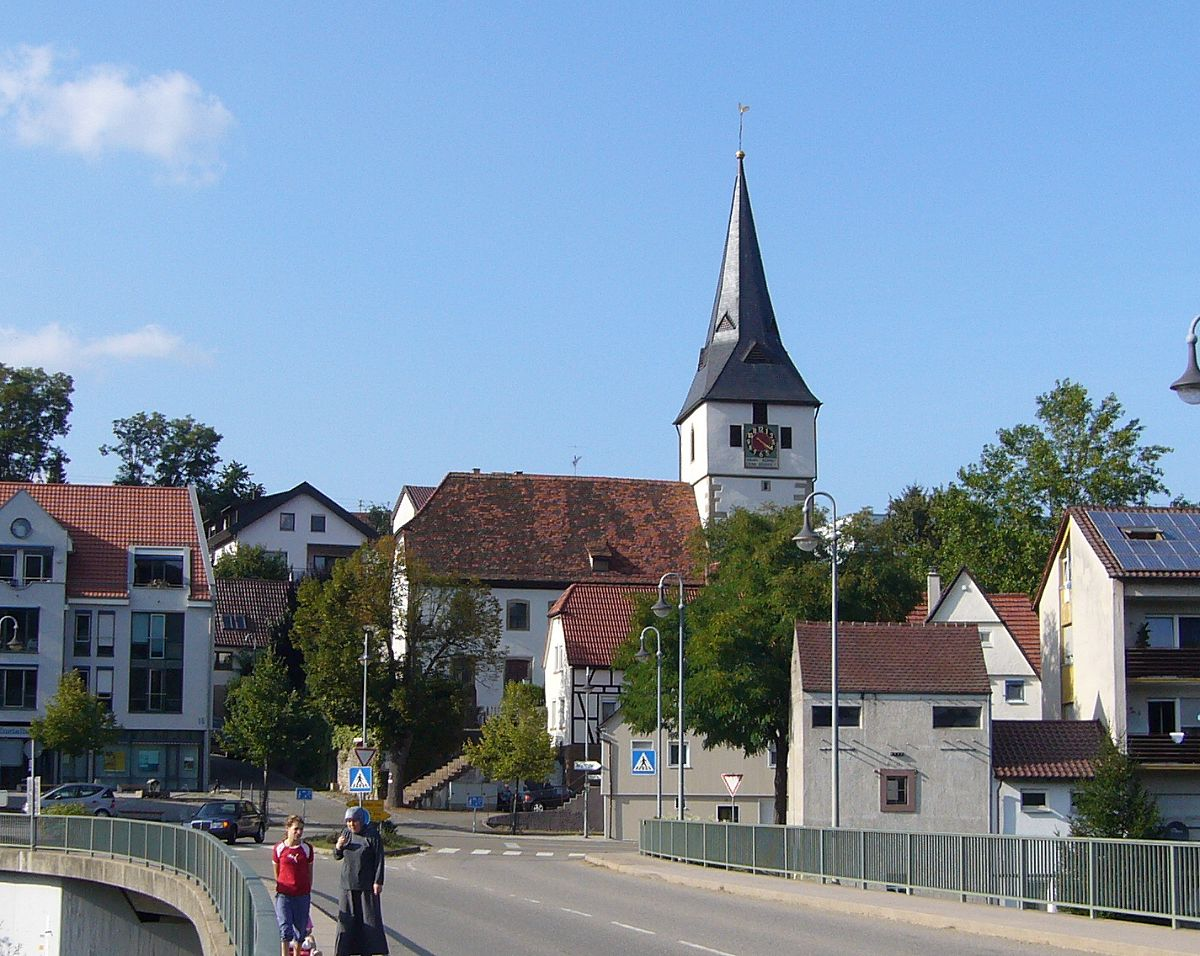
Lomersheim mit der evangelischen Kirche

Lomersheim an der Enz ist seit 1971 ein Stadtteil der Großen Kreisstadt Mühlacker im Enzkreis.

## Geographie
Das mittlere Enztal ist der Übergangsbereich zwischen dem südlich gelegenen Gäu und dem nördlich gelegenen Stromberg sowie zwischen dem westlich gelegenen Nordschwarzwald und dem östlich gelegenen Mittleren Neckarraum. In Lomersheim steht der obere Muschelkalk und der unterste Keuper (Lettenkeuper) an. Aus dem Nordschwarzwald bringt die Enz Quarzsand und Buntsandstein-Gerölle mit. Die Talmäander genannte Landschaftsform ist heute im Lomersheimer Enztal als kräftiges S vorhanden. Weiter östlich sind die Enztalschleifen noch stärker ausgeprägt. Eine – wenn auch unbeliebte, dennoch nennenswerte – Karsterscheinung in Lomersheim waren die „Grottenlöcher“. Dabei handelt es sich um das Ergebnis unterirdischer Gips- und Salzausspülungen in dem unter dem Talboden anstehenden mittleren Muschelkalk. In der ersten Hälfte des 20. Jahrhunderts dienten zwei dieser Löcher als Lomersheimer Müllkippe und wurden eingeebnet. 1980 brach im Gewann ‘Dokterle’ erneut ein Bodenstück von etwa 6 m Durchmesser mehrere Meter tief ein. Mit einigen Wagenladungen Aushub von andernorts wurde das Naturphänomen aber wieder aus der Lomersheimer Welt geschafft.
Auch klimatisch weist das mittlere Enztal in Lomersheim einige Besonderheiten auf. Mehr als 10 Prozent häufiger als auf dem Feldberg im Schwarzwald sind hier die Ostwinde bei Hochdruckwetterlagen, weil das Enztal die Luftströme geradezu kanalisiert. Im Gegenzug kommt die Hauptwindrichtung Südwest hier knapp acht Prozent weniger häufig vor als auf dem Feldberg, dafür hat das mittlere Enztal vier Prozent mehr Westwinde vorzuweisen. Angenehm daran ist, dass die Regen bringenden West- und Südwestwinde sich in der Regel am Nordschwarzwald stärker ausregnen als über dem Enztal, dass die Ostwindlagen mehr Sonne durchlassen und dass die Windstärken im Tal gegenüber den Randhöhen gedämpft sind. Andererseits führen gerade die Ostwind- und Hochdruckwetterlagen zu Inversionen, jenen bioklimatisch eher unangenehmen Umkehrungen der Temperaturschichtung in der Luft, die unten im Tal kalte Luftmassen festhalten – im Winterhalbjahr erkennbar am Nebel. Der Kammertenberg wirkt dabei für den Ostwind als Barriere, weshalb in rund der Hälfte aller Tage des Jahres im Lomersheimer Enztal solche Inversionswetterlagen auftreten, die wegen der erhöhten Schadstoffkonzentrationen vor allem die Atemwege belasten können.
Für das erhöhte Hochwasserrisiko in Lomersheim sind nicht allein klimatische Bedingungen ausschlaggebend. Die Niederschläge, die im Einzugsgebiet der Enz fallen, würden in einer überwiegend bewaldeten Region keine Hochwasser hervorbringen. Die teilweise Entwaldung des Nordschwarzwalds im Laufe der Besiedelungsgeschichte sowie die zunehmende Bodenversiegelung und die Flurbereinigung in der zweiten Hälfte des 20. Jahrhunderts haben für die Enz und ihre Wasserführung ganz erhebliche Auswirkungen. So hat sich die Geschwindigkeit, mit der die Hochwasser abfließen, seit der Mitte des 20. Jahrhunderts verdoppelt. Viele Auenbereiche der Enz und ihrer Zuflüsse sind bebaut worden und durch Hochwasserschutzdämme erheblich verkleinert. Ein heftiges Gewitter im Nordschwarzwald ist so schon rund eineinhalb Stunden später an der Wassertrübung und am steigenden Wasserspiegel der Enz in Lomersheim erkennbar, wo die Hochwasserfreilegungsdämme vor der Lomersheimer Enzbrücke einen sogenannten Flaschenhals bilden, bevor das Wasser dann die engen Enztalschlingen erreicht.

## Geschichte
Eine in den 1980er-Jahren ausgegrabene römische Villa rustica bezeugt antike Vorläufer. Der Ortsname mit der Endung auf -heim und die erste urkundliche Erwähnung im Lorscher Codex des Jahres 800 als „Lotmarsheim“ deuten auf eine Gründung bzw. Namensgebung um das Jahr 500 durch einen alemannischen Sippen-Chef namens Lotmar, wobei mit dem Genitiv-S der persönliche Anspruch auf die Grund- oder Gutsherrschaft hervorgehoben wird.
Etwa im 11. Jahrhundert ließen die Herren von Lomersheim die „Rotenburg“ auf einem nach Südwesten orientierten Sporn des nördlichen Enztalhanges erbauen. Aus dem edelfreien Adelsgeschlecht derer „von Lomersheim“ stammte auch Walter von Lomersheim, der urkundlich 1148 als Stifter des Klosters Maulbronn genannt wird. Auch Walters Bruder Konrad und seine Schwester Ita machten – wie zu jener Zeit üblich – Schenkungen an Klöster, doch Walter entsagte dem weltlichen Leben und schenkte den Zisterziensern sein Erbgut Eckenweiler (heute Eckenweiher, zu Mühlacker) etwa ein Kilometer nördlich von Lomersheim, wo er selbst als Laienbruder mithalf, ein Kloster aufzubauen. Weil sich das Grundstück für eine größere Klosteranlage nicht eignete, verfügte der Speyerer Bischof Günther von Henneberg, dass das Kloster Hirsau der jungen Mönchsgemeinschaft das Gewann „Mulenbrunnen“ im Stromberg zur Verfügung stellte, das genügend Wasser und steinbruchfähige Hänge aufwies. Hier wurde ab 1147 das alsbald florierende Kloster Maulbronn errichtet, das heute als UNESCO-Weltkulturerbe bekannt ist. Walter von Lomersheim wird auf einer Wandmalerei im Kloster als Stifter mit einem Modell der Klosterkirche dargestellt.
Walters älterer Bruder Konrad von Lomersheim führte den Ortsadel weiter, der sich wirtschaftlich auf die Lomersheimer Mühle und die Verkehrslage im mittelalterlichen Wegenetz (Ost-West-Verbindung mit zwei Enzübergängen) stützte. Die Nutzung der Wasserkraft hatte schon früh zur Steuerung des Flussbettes, wenn nicht gar zu seiner Verlegung geführt, weshalb sich die Ortslage dann bis ins 19. Jahrhundert auf die nördliche Talseite beschränkte. Aus den Aufzeichnungen über die Mahlgüter kann geschlossen werden, dass das Lomersheimer Enztal und seine Umgebung ein vielseitig genutztes, fruchtbares Siedlungsland war. Die Bewohner hatten als überwiegend „Leibeigene“ des Adels den Rittern von Lomersheim den Zehnten abzugeben und Frondienste zu leisten, wozu auch die Waldbewirtschaftung gehörte.
Nach und nach wurden die Lomersheimer Güter dem Maulbronner Konvent übertragen, und die Bauern von Lomersheim hatten dem Kloster Frondienste zu leisten. 1461 kauften die Herren von Lomersheim die Gemeinde Untereisesheim bei Wimpfen samt dem Recht, dort eine Neckarfähre zu betreiben. Zuvor hatte Untereisesheim oft die Besitzer gewechselt, die Herren von Lomersheim blieben jedoch zirka 200 Jahre und gründeten von dort aus weitere Orte. 1645 starb mit Ludwig Friedrich von Lomersheim in der Schlacht bei Herbsthausen der letzte aus dem Adelsgeschlecht der Lomersheimer.
Der Dreißigjährige Krieg hatte auch dem mehrfach niedergebrannten Dorf Lomersheim stark zugesetzt. Nur wenige Einwohner überlebten ihn. Der mächtige Bergfried der Lomersheimer Burg wurde während des Pfälzischen Erbfolgekrieges in die Eppinger Linien einbezogen und trutzte bis 1815 der Zeit. Der ursprünglich 30 Meter hohe und 7 Meter breite Turm wurde mit amtlicher Genehmigung von einem Maurermeister zum Zwecke der Bruchsteingewinnung zum Einstürzen gebracht. Allerdings hielten die Trümmer aus mittelalterlichem Beton so gut zusammen, dass die großen Turm-Brocken noch heute in der einstigen Burganlage als Lomersheimer „Turmschdombe“ zu besichtigen sind.
Seit etwa 1790 separierten sich einige Einwohner von der Kirche und schlossen sich der Gruppierung um Johann Georg Rapp an. Über zwei Jahrzehnte lang blieb diese radikalpietistische Gruppe aktiv. Einige Mitglieder wanderten in die USA aus und schlossen sich dort der Harmony Society von Rapp an.
Dass die Lomersheimer im Volksmund „d’Geißraufa“ genannt werden, soll der Legende nach einem der Könige von Württemberg geschuldet sein, der beim Blick auf das Dorf aus Südwesten Lomersheim wegen seiner Baustruktur mit einem Futtertrog für Geißen verglich. Dazu trugen sicherlich die vielen „Wengertmäuerla“ des feingliedrig terrassierten Südhanges unterhalb des Bergfrieds bei. Die Weingärten auf den kalkigen Enztalhängen in und um Lomersheim verweisen wiederum auf das Wirken des Klosters Maulbronn zurück, das seit dem Hochmittelalter mit einer örtlichen Kelter und einem im Herbst eigens bestellten Keltermeister den Weinbau auch in Lomersheim intensivierte und u. a. die Weinbergparzellen am Kammertenberg, am Dahberg und am Mönchberg verpachtete.
Neben der Flößerei von Baumstämmen aus dem Nordschwarzwald auf der Enz, für die Lomersheim explizit im Floßvertrag von 1342 zwischen Baden und Württemberg als Anlandestation genannt wird, spielt die Enz als Energiespenderin ersten Ranges die Hauptrolle in Lomersheims Gewerbegeschichte. Die Lomersheimer Mühle, die in ihrer 1000-jährigen Geschichte manchen Eigner reich gemacht hatte, brannte 1901 vollständig nieder. Vier Jahre zuvor hatte die Müllersfamilie bereits ein Elektrizitätswerk einbauen lassen.
Der Mühlenbrand beendete die Lomersheimer Gründerzeit nur vorläufig: Der Mühlenstandort wurde an einen Zürcher Unternehmer verkauft, der anstelle der Mühle ein Turbinenhaus und flussaufwärts eine große Weberei mit Dampfmaschine und über 200 mechanischen Webstühlen errichten ließ, wodurch Elektrifizierung und Industrialisierung im mittleren Enztal Einzug hielten. Der schweizerische Gründer hatte sich aber finanziell übernommen und musste schon 1907 alles an die Reutlinger Fa. Wendler verkaufen. Später gliederten sich daran weitere Industriezweige wie der Werkzeugmaschinenbau unter dem Namen „Enzmetall“, wo beispielsweise auch Getriebegehäuse für Porsche hergestellt wurden. Jahrzehntelang hatten viele Lomersheimerinnen und Lomersheimer wie auch Pendler aus den Nachbardörfern durch den Webereistandort Arbeit und Ausbildung. Da die Gebrüder Wendler den modernen Wohlstand nach Lomersheim gebracht haben, wurde die nach dem Zweiten Weltkrieg erbaute Grundschule nach ihnen „Wendler-Schule Lomersheim“ genannt.
In den 1960er-Jahren erlahmte die sozialökonomisch für Lomersheim bedeutende Innovationskraft der Weberei Wendler und mit dem Niedergang der europäischen Textilindustrien musste auch der Webereikonzern Wendler nach einigen Rationalisierungs- und Entlassungsschüben die Weberei im Enztal 1974 aufgeben. Von großer Bestandskraft war zu diesem Zeitpunkt und ist immer noch die ursprüngliche Holzbearbeitungsmaschinenfabrik ‚Elu’, die heute Maschinen für die Aluminium- und Kunststoffprofilbearbeitung herstellt und unter ‚elumatec’ firmiert. Diese Firma hat einen sehr hohen Exportanteil, entwickelt und produziert jedoch ausschließlich in Lomersheim. Sie ist zum Marktführer auf diesem Gebiet mit globalem Vertriebsnetz und Niederlassungen in 40 Ländern der Erde geworden. Die Firma elumatec wurde 1928 gegründet.
In den 100 Jahren seit der Industrialisierung des Ortes, besonders aber seit der Eingemeindung zu Mühlacker ist die Siedlungsfläche von Lomersheim etwa um das Zwanzigfache vergrößert worden. Bauboom und Flächenfraß hatten dabei nicht nur positive Nebeneffekte. Allein schon das von den versiegelten Flächen bei Regen schlagartig zusammenlaufende Wasser muss in teuren Regenüberlaufbecken zwischengelagert werden, weil sich in Lomersheim die Hauptkläranlage der Gesamtstadt Mühlacker befindet. 1950 hatte Lomersheim etwa 15 m² Wohnfläche pro Einwohner, um die Jahrtausendwende waren es schon über 50 m² pro Einwohner.
Am 1. Januar 1971 wurde Lomersheim in die Stadt Mühlacker eingegliedert.

## Ehrenbürger
- Eberhard Wendler, Fabrikant in Reutlingen, Ehrenbürger 1932
- Carl Jakob († 1965), Fabrikant, Ehrenbürger 1960
- Eugen Lutz, Unternehmer, Ehrenbürger 1962
- Emil Heidinger, Unternehmer, Ehrenbürger 1963